# Jernbanetunneler i Stockholms län
De første jernbanebanetunneler i Stockholms län blev anlagt i forbindelse med, at Västra stambanan nåede til Stockholms län i 1860. Den første tunnel var Nyboda tunnel, der blev boret "genom ett särdeles fast gneisberg" ("gennem et særdeles fast gnejsbjerg"). Nyboda tunnel blev anlagt 26 år inden Brunkebergstunnelen, der var en af Stockholms første vejtunneler. Det næste store tunnelprojekt blev gennemført i forbindelse med anlæggelsen af Sammenbindingsbanan. Da blev der sprængt ud til Södra tunnel under Södermalm, og tunnelen stod klar i 1870. Stadsgårdstunnelen blev Stockholms tredje store tunnelbyggeri i forbindelse med jernbaner. Den blev indviet i 1893 og var med sine 638 m Sveriges længste jernbanetunnel.
Stockholms Tunnelbana og Tvärbanans tunneler regnes normalt ikke blandt jernbanetunneler, men vil kort blive behandlet i denne artikel. Tunnelbanan blev påbegyndt i 1930'erne, og noget af det første af dette anlæg var Södertunnelen, der oprindeligt var til sporvognstrafik. I dag har tunnelbanen i Stockholm sammenlagt cirka 63 km sportunneler. Med en tunnellængde på 14,3 km er strækningen Kungsträdgården-Hjulsta (blå linje) den længste. Tvärbanan forløber gennem to længere tunneler, hvoraf Årstadalstunnelen er den længste med sine cirka 500 m; den blev taget i brug i 1999.
På nuværende tidspunkt (2010) bygges og planlægges store tunnelprojekter for jernbaner i Stockholm. Det ene er Citybanan til Stockholms pendlertog, hvortil passagen under Söderström ad Söderstömstunnelen er et af Sveriges mest komplicerede infrastrukturanlægsarbejder i moderne tid. Et andet projekt er en ny 1200 m lang Stadsgårdstunnel, som skal være en del af Tvärbana Öst.